# 米哈伊尔·加里宁

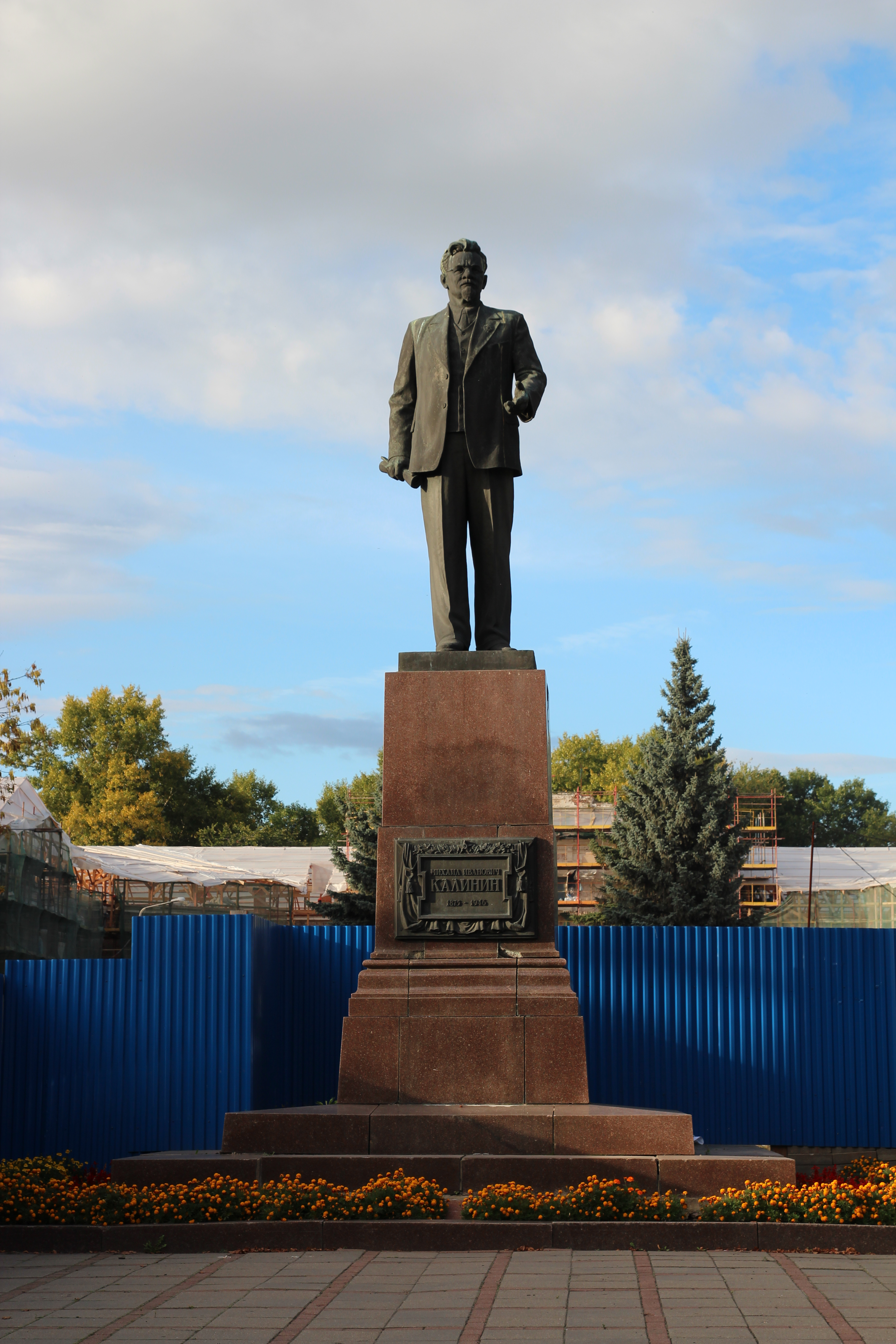
米哈伊尔·伊万诺维奇·加里宁銅像，攝於俄羅斯特維爾

米哈伊尔·伊万诺维奇·加里宁（俄语：Михаи́л Ива́нович Кали́нин，1875年11月19日—1946年6月3日），蘇聯政治人物、革命家、早期的國家領導人。自从十月革命后到去世为止，一直担任苏俄和苏联的国家元首。

## 生平
加里寧出生於俄羅斯帝國的特維爾省，為農家子弟，年輕時曾受僱於地主。後來前往聖彼得堡的炮兵工廠工作，並且於1891年參與革命運動；1898年加入俄羅斯社會民主工黨。後來加里寧加入列寧的布爾什維克，並且之後有好幾次被俄羅斯帝國政府逮捕與脫逃的紀錄。
十月革命之後，1919年加里寧成為俄国共產黨（布尔什维克）中央委員；同年三月，加里寧成為俄羅斯最高苏维埃中央執行委員會委員長，等同於當時的國家元首；1922年蘇維埃社會主義共和國聯盟正式成立之後，加里寧成為苏联中央執行委員會委員長。最高苏维埃改組之後，加里寧成為苏联最高苏维埃主席团主席，到1946年過世為止都保有這個地位。1925年開始為黨中央政治局委員。
加里寧與列寧一樣都是相當關心勞工與農民的領導人，常常以國家領導人身份與一般市民接觸並且了解市民的希望，並且展現一個「好爺爺」的風範；在大清洗期間也有不少人寫信給加里寧，而加里寧也常常介入審判，因此救了不少無辜的人。很多人也稱呼加里寧為「親切的祖父加里寧」。但是在对波兰战俘的卡廷大屠殺事件中，加里寧卻也在公文上簽名批准。加里宁本人的妻子也在大清洗期间的1938年被逮捕，并被关押至1945年。
第二次世界大戰後，加里寧於1946年6月3日上午10时05分在莫斯科過世。而蘇聯也將過去屬於德國東普魯士的哥尼斯堡改名為加里寧格勒。